# Нидерцир
Нидерцир (њем. Niederzier) општина је у њемачкој савезној држави Северна Рајна-Вестфалија. Једно је од 15 општинских средишта округа Дирен. Према процјени из 2010. у општини је живјело 14.227 становника. Посједује регионалну шифру (AGS) 5358048, NUTS (DEA26) и LOCODE (DE NIR) код.

## Географски и демографски подаци
Нидерцир се налази у савезној држави Северна Рајна-Вестфалија у округу Дирен. Општина се налази на надморској висини од 100 метара. Површина општине износи 63,4 km². У самом мјесту је, према процјени из 2010. године, живјело 14.227 становника. Просјечна густина становништва износи 224 становника/km².

## Међународна сарадња
| Мјесто | Држава    | Врста сарадње | Од    |
| ------ | --------- | ------------- | ----- |
|        | Француска | партнерство   | 1988. |
| Извор  |           |               |       |